# Argentina nos Jogos Olímpicos de Inverno de 1994
A Argentina participou dos Jogos Olímpicos de Inverno de 1994 em Lillehammer, na Noruega. O país estreou nos Jogos em 1928 e em Lillehammer fez sua 13ª apresentação, sem conquistar nenhuma medalha.

## Esqui alpino
Masculino
| Atleta               | Evento         | Final     | Final     | Final     | Final   | Final |
| Atleta               | Evento         | Corrida 1 | Corrida 2 | Corrida 3 | Total   | Pos.  |
| -------------------- | -------------- | --------- | --------- | --------- | ------- | ----- |
| Gáston Begue         | Super-G        |           |           |           | 1:41.21 | 48    |
| Carlos Manuel Bustos | Super-G        |           |           |           | DNF     |       |
| Carlos Manuel Bustos | Downhill       |           |           |           | 1:52.38 | 45    |
| Carlos Manuel Bustos | Combinado      | 1:43.13   | DNF       |           | DNF     |       |
| Federico van Ditmar  | Super-G        |           |           |           | DNF     |       |
| Federico van Ditmar  | Slalom gigante | DNF       |           |           | DNF     |       |
| Federico van Ditmar  | Slalom         | DNF       |           |           | DNF     |       |

Feminino
| Atleta                | Evento    | Final     | Final     | Final     | Final   | Final |
| Atleta                | Evento    | Corrida 1 | Corrida 2 | Corrida 3 | Total   | Pos.  |
| --------------------- | --------- | --------- | --------- | --------- | ------- | ----- |
| Carola Calello        | Super-G   |           |           |           | 1:35.87 | 45    |
| Dominique Ezquerra    | Super-G   |           |           |           | 1:32.71 | 43    |
| Gabriela Quijano      | Downhill  |           |           |           | 1:49.26 | 43    |
| Gabriela Quijano      | Super-G   |           |           |           | 1:33.45 | 44    |
| Gabriela Quijano      | Slalom    | 1:09.70   | 1:07.56   |           | 2:17.26 | 26    |
| Gabriela Quijano      | Combinado | 1:39.88   | 57.87     | 55.76     | 3:33.51 | 22    |
| Francisca Steverlynck | Downhill  |           |           |           | 1:46.76 | 41    |
| Francisca Steverlynck | Super-G   |           |           |           | 1:32.56 | 42    |
| Francisca Steverlynck | Combinado | 1:37.10   | 58.98     | 56.56     | 3:32.64 | 21    |
| Jennifer Taylor       | Downhill  |           |           |           | 1:49.53 | 44    |
| Jennifer Taylor       | Combinado | 1:39.18   | 1:06.47   | 58.62     | 3:44.27 | 25    |

## Biatlo
Feminino
| Atleta     | Evento            | Final     | Final | Final |
| Atleta     | Evento            | Tempo     | Pen.  | Pos.  |
| ---------- | ----------------- | --------- | ----- | ----- |
| María Giro | Velocidade 7,5 km | 29:31.9   | 1     | 54    |
| María Giro | Individual 15 km  | 1:02:24.2 | 5     | 66    |